# Cosmo (personaje de Sonic)
Cosmo es un personaje de la serie de anime "Sonic X". Acompaña a Sonic y sus amigos sólo en la tercera temporada. Es un personaje pacífico y tímido.

## Historia
Cosmo es una niña de una especie como de plantas con forma de humanoides parlantes cuyo planeta natal y familia fue destruido por los malvados Metarex. Ella es una aliada de Sonic y todos sus amigos. Ella tiene una relación amorosa con Tails. Ella murió sacrificándose su vida para salvar a todos y acabar con los Metarex.

## Familia
La familia de Cosmo está formada por:
- Hertia, su madre.
- Galaxina, su hermana.
- Luke, su padre (Dark Oak).

## Amigos
- Sonic: La amistad con Sonic es muy grande, ya que él la ayudó a vencer a los Metarex.
- Miles «Tails» Prower: Los dos tienen un romance muy especial ya que se aprecian mucho.
- Amy: Con ella se lleva muy bien, aunque a veces se asusta cuando Amy está enojada.
- Cream: Ambas se quieren mucho y se podría decir que ellas son mejores amigas junto con Chesse.
- Knuckles: Ambos se respetan y se ayudan, son buenos amigos.

## Personalidad y habilidades
Cosmo, en general, es una persona amable y muy tímida. Ella tiende a tener poca confianza en sus habilidades y se critica a sí misma a menudo. Pero ella todavía se preocupa profundamente por sus amigos.
Cosmo aparentemente es muy ligera. Puede usar los pétalos de su vestido como un paracaídas para flotar. También comprende varios idiomas alienígenas. También es la única, además de Hertia capaz de aprovechar el poder de la piedra de color rojo que lleva en su pecho.
El súper estado de Cosmo también se le puede llamar Blooming Cosmo, debido a que los capullos de rosas en la cabeza florecen en su estado súper. Según lo visto en "Sonic X", el amuleto rojo en su pecho es su fuente de poder que conduce a su transformación en su estado súper.
- Datos: Q3695175